# Nom numéral
En français, à côté des adjectifs numéraux cardinaux et ordinaux utilisés pour la dénomination littérale des nombres, il existe des noms numéraux qui permettent de dénombrer ou d'ordonner différents types d'éléments.
Trois catégories de noms numéraux abstraits, des collectifs, des partitifs (ou fractionnaires) et des multiplicatifs, peuvent être distinguées. Une quatrième catégorie, concrète elle, rassemble les noms numéraux spécifiques à un ensemble particulier d'éléments. Les multiples et les sous multiples des unités de mesure constituent aussi des noms numéraux.

## Noms numéraux collectifs
Les noms se terminant par le suffixe -aine sont utilisés pour désigner un nombre exact ou approximatif d'éléments semblables. Avec l'usage, certaines formes sont tombées en désuétude, tandis que d'autres ne sont plus utilisées que dans un contexte particulier.
- deuzaine (inusité en français courant[2]), mais parfois utilisé dans le système de numération binaire positionnelle pour désigner le deuxième chiffre à partir de la droite[3] ;
- quatraine (désuet[4]), ensemble de (ou environ) 4 éléments semblables ; notamment une file de quatre soldats[5], mais aussi, dans le système binaire, troisième chiffre à partir de la droite ;
- cinquaine (inusité en français courant[6]), désigne une cordelette comprenant cinq fils torsadés[7] ;
- sixaine (désuet[8]) est égale à une demi-douzaine, soit un ensemble de (ou environ) 6 éléments semblables, notamment un paquet de six jeux de cartes[5] : dans ce cas, c'est un sixain (au masculin) ; mais une sizaine (avec un Z) désigne un groupe d'environ 6 enfants de 8 à 12 ans chez les scouts, notamment en Belgique[9] et en France[10] ;
- septaine (désuet[11]), un ensemble de (ou environ) 7 éléments semblables[12], notamment une période de 7 jours ;
- huitaine, ensemble de (ou environ) 8 éléments semblables, souvent utilisé pour une semaine[13] ; dans le système binaire, quatrième chiffre à partir de la droite ;
- neuvaine, dans l'Église catholique romaine, dévotion privée ou publique de neuf jours (récitation d'un chapelet) ; utilisé rarement pour désigner les neuf Muses[14];
- dizaine, ensemble de (ou environ) 10 éléments semblables ; désigne notamment une dizaine de jours, d'années ou de grains de chapelet[15] ; dans le système décimal, le chiffre des dizaines est le deuxième chiffre à partir de la droite dans un nombre entier ;
- onzaine (désuet[16]), ensemble de (ou environ) 11 éléments semblables, notamment un chandelier à onze branches ; au Moyen Âge un chargement de sel transporté par eau[5],[17].
- douzaine, ensemble de (ou environ) 12 éléments semblables[16] ; unité de mesure du système duodécimal, dont la moitié est une demi-douzaine, soit six éléments ; douze douzaines (144) équivalent à une petite grosse et douze fois douze douzaines (1 728) à une grande grosse ;
- treizaine (désuet[18]), ensemble de (ou environ) 13 éléments semblables ; groupe de 13 jours du calendrier aztèque rituel ;
- quatorzaine (vieilli[19]), ensemble de (ou environ) 14 éléments semblables, utilisé notamment pour deux semaines exactement ;
- quinzaine, ensemble de (ou environ) 15 éléments semblables, souvent utilisé pour environ deux semaines[20] ;
- seizaine (désuet[21]), ensemble de (ou environ) 16 éléments semblables, notamment seize jours ou un paquet de seize cerceaux ; petite corde dont les emballeurs font usage[5] ; dans le système binaire, cinquième chiffre à partir de la droite

Au-delà
- vingtaine, ensemble de (ou environ) 20 éléments semblables, mais aussi vingtaine, subdivision politique de Jersey et mois de vingt jours du calendrier solaire aztèque ;
- trentaine, ensemble de (ou environ) 30 éléments semblables ;
- quarantaine, ensemble de (ou environ) 40 éléments semblables, mais aussi quarantaine, mise à l'écart pour une certaine période (de quarante jours à l’origine) pour des raisons prophylactiques ;
- cinquantaine, ensemble de (ou environ) 50 éléments semblables ;
- soixantaine, ensemble de (ou environ) 60 éléments semblables ;
- septantaine ou soixante-dizaine, octantaine, huitantaine[22] ou quatre-vingtaine, nonantaine ou quatre-vingt-dizaine, ensembles de 70, 80, 90 (ou environ) éléments semblables (plus rarement utilisés);
- centaine, ensemble de (ou environ) 100 éléments semblables, mais aussi, subdivision territoriale mérovingienne et division administrative des comtés au Royaume-Uni.

Une exception au suffixe -aine :
- millier, ensemble de (ou environ) 1000 éléments semblables.

Les termes monade (1), triade (3), tétrade (4) et myriade (10 000) sont aussi des noms numéraux collectifs.

## Noms numéraux partitifs
Les noms numéraux partitifs ou fractionnaires expriment des fractions : un demi ou une moitié (½, une des deux parties égales d'un tout), un tiers (⅓), un quart (¼). À partir de la division en cinq parties, les noms numéraux partitifs portent le même nom que l'adjectif numéral ordinal correspondant : cinquième, sixième, septième…

## Noms numéraux multiplicatifs
Les noms numéraux multiplicatifs sont identiques à l'adjectif correspondant : double (2x), triple (3x), quadruple (4x), quintuple (5x), sextuple (6x), septuple (7x), octuple (8x), nonuple (9x), décuple (10x), centuple (100x), milluple, (1000x).

## Noms numéraux spécifiques

### Beaux-arts
- Une œuvre de peinture ou de sculpture composée de deux panneaux est appelée diptyque, trois panneaux triptyque, quatre panneaux tétraptyque, cinq panneaux pentaptyque, six panneaux hexaptyque, sept panneaux heptaptyque, huit panneaux octoptyque, ou plus généralement polyptyque à partir de quatre panneaux.

### Jeux
- Au poker, et dans d'autres jeux de cartes, une série de cartes de même valeur s'appelle paire (2 cartes), brelan (3 cartes), carré (4 cartes) ; au poker menteur s'y ajoute la quinte (ou poker) (5 dés identiques). Au bridge, une carte seule de sa couleur dans la main d'un joueur s'appelle un singleton, deux cartes un doubleton.
- Au trictrac et dans d'autres jeux de dés, les paires portent les noms suivants : ambesas, bezet, bezas ou besas (double 1), bedeux (double 2)[réf. souhaitée], terne (double 3), carme (double 4), quine (double 5) et sonnez (double 6).
- Dans les paris hippiques, les pronostics désignant les chevaux arrivant en tête d'une course s'appellent le tiercé (trois premiers chevaux), le quarté (4) et le quinté (5).
- Dans les jeux et concours éliminatoires on parle du « trio de tête » pour désigner les trois derniers candidats en lice.

### Marine
- Dans l'Antiquité, les galères de combat étaient nommées en fonction du nombre de rangées de rameurs birème (2 rangs), trière[25] ou trirème[26](3), quadrirème (4), quinquérème (5), hexères (6), heptères (7), ocères (8), … quadragintarème (40), ou du nombre de rameurs, pentécontère (50).
- Les instruments de navigation sont appelés quadrant, sextant ou octant selon que leur ouverture angulaire est d'un quart, un sixième ou un huitième du cercle.

### Mesure du temps
Années
- Les noms se terminant par le suffixe -enaire sont utilisés pour compter les années, pour l'âge, la durée ou l'anniversaire : vingtenaire (20 ans), trentenaire (30 ans), quarantenaire (40 ans)[27], cinquantenaire (50 ans), soixantenaire (60 ans), centenaire (100 ans), supercentenaire (plus de 110 ans), bicentenaire (200 ans), tricentenaire (300 ans), millénaire (1 000 ans).
- Un quarante-huitard est un révolutionnaire de 1848, un soixante-huitard est un individu qui a connu ou participé aux événements de mai 1968.
- Les noms biennat[28], triennat, quadriennat, quinquennat, sextennat, septennat, octennat, novennat, décennat désignent une période ou la durée d'un mandat en années (de 2 à 10 ans).
- Un événement qui a lieu tous les deux ans s'appelle une biennale ; une triennale tous les trois ans, quadriennale tous les quatre ans.

Décennies
- Pour indiquer la tranche d'âge (par dizaine d'années) d'un individu entre 40 ans et 99 ans, les noms se terminant par -génaire sont utilisés : quadragénaire (40-49 ans), quinquagénaire (50-59 ans), sexagénaire (60-69 ans), septuagénaire (70-79 ans), octogénaire (80-89 ans), nonagénaire (90-99 ans).

Mois
- Les termes bimestre (2 mois), trimestre (3 mois), quadrimestre (4 mois) et semestre (6 mois) comptent les mois.

Heures
- Dans les heures canoniales héritées du monde romain, prime désigne la prière de la première heure du jour, tierce la troisième heure, sexte la sixième heure et none la neuvième heure.

### Musique
- Les noms numéraux d'origine italienne ou latine se terminant par -o, -or ou -ette sont utilisés pour compter des personnes, des instruments ou des parties en musique (ou dans le domaine des arts, du spectacle ou du sport, rarement dans d'autres domaines[29]), de 1 à 10 : solo, duo, trio, quatuor (quartet ou quartette), quintette (quintet ou quintuor), sextuor, septuor, octuor (ou octette), nonette, dixtuor.
- Les intervalles de l'échelle diatonique mesurés en degrés de 1 à 8 s'appellent prime, seconde, tierce, quarte, quinte, sixte, septième et octave.

### Noms de personnes
Prime, Second, Seconde, Tiers, Tierce, Quarte, Quint (ou Quentin), Quinte, Sixte, Sixtine, Septime, Octave et Octavie sont des noms qui permettaient à l'origine de situer le rang dans la fratrie, ou dans la dynastie, ainsi Charles Quint signifie « Charles V » .

### Poésie
Les noms numéraux se terminant par le suffixe -ain sont principalement utilisés en versification : deuzain, tercet, quatrain, cinquain (ou chinquain), sixain (ou sizain), septain, huitain, neuvain, dizain, onzain, douzain, treizain, quatorzain, quinzain, seizain désignent des strophes ou des poèmes de 2 à 16 vers.
Deux de ces termes ont en outre des significations particulières :
- dizain, ancienne division territoriale du Valais, ou suite de dix grains de chapelet correspondant à dix Ave Maria ;
- treizain, ensemble de 13 pièces de monnaie remises par le fiancé à sa fiancée lors de la cérémonie de mariage.

### Politique
Duumvirat, triumvirat  et decemvirat désignent des systèmes politiques ou administratifs de la Rome antique, où les fonctions sont exercées par un collège de deux, trois ou dix membres (duumvirs, triumvirs et decemvirs).

### Religion
- Prime, tierce, sexte et none sont les noms des offices récités par les moines, respectivement à la première, la troisième, la sixième et la neuvième heure du jour.
- Octave désigne une période de huit jours suivant les fêtes religieuses catholiques les plus importantes.

### Sciences

#### Biologie
- Les termes terceron(ne), quarteron(ne), quinteron(ne), octavon(ne) désignent respectivement les métis descendant d'un parent mulâtre et d'un parent blanc aux troisième, quatrième, cinquième et huitième générations.
- Les termes jumeau, triplé, quadruplé, quintuplé, sextuplé, septuplé, octuplé et nonuplé désignent les individus qui ont partagé le même utérus et qui sont nés le même jour ; un fœtus unique est appelé singleton.
- Les termes tétrapode (4 pieds), hexapode (6), octopode (8), décapode (10)… myriapode (10 000) sont utilisés pour nommer des taxons d'animaux en fonction de leur nombre de « pieds » ou de « pattes »[31],[32].
- Monopède (1), Bipède (2), quadrupède (4), octipède (8), décempède (10), multipède ou polypède (un grand nombre) désignent des animaux selon le nombre de leurs organes locomoteurs[33].

#### Chimie et informatique
- Les noms numéraux se terminant par le suffixe -et sont utilisés en chimie et en informatique : duet, groupe de deux électrons ; quartet, groupe de deux protons et deux neutrons ou ensemble de quatre bits[34] ; octet, couche électronique d'atome comprenant huit électrons ou unité de mesure en informatique, équivalent à huit bits.
- Une mole correspond à un ensemble de 602 214 076 000 000 000 000 000[35] objets (souvent utilisé pour de très petits objets (des particules), vu le nombre élevé que c'est), soient 602 milles milliards de milliards de quelque chose.

#### Géologie
- Primaire, Secondaire, Tertiaire, Quaternaire sont les noms des ères géologiques dans une ancienne nomenclature.

#### Géométrie
- Un henagone est un polygone dégénéré avec une seule arête et un seul sommet ; un digone est un polygone dégénéré avec deux côtés (arêtes) et deux sommets. Selon leur nombre de côtés, les polygones sont appelés triangle ou trigone (3), quadrilatère, tétrapleure ou tétragone (4), pentagone (5), hexagone (6), heptagone (7), octogone (8), ennéagone (9), décagone (10), hendécagone (11), dodécagone (12), tridécagone (13), tétradécagone (14), pentadécagone (15), hexadécagone (16), heptadécagone (17), octadécagone (18), ennéadécagone (19), icosagone (20)… triacontagone (30)… hectogone (100),… , heptahectogone (700), octahectogone (800), ennéahectogone (900), chiliogone (1 000),… , myriagone ou myriogone (10 000)...
- Le dièdre est la figure formée par deux demi-plans limités par une même droite ; le trièdre est la donnée de trois plans deux à deux sécants selon trois droites. Les polyèdres sont nommés, selon leur nombre de faces, tétraèdre (4), pentaèdre (5), hexaèdre (6)… octaèdre (8)… dodécaèdre (12)… icosaèdre (20)… triacontaèdre (30)…

#### Mathématiques
- Les systèmes de numération sont appelés unaire (base 1), binaire (2), trinaire ou ternaire (3), quaternaire (4), quinaire (5), sénaire (6), septénaire (7), octal (8), nonaire (9), décimal (10), duodécimal (12), hexadécimal (16), vicésimal (20), sexagésimal (60).
- Les suites ordonnées de n éléments sont appelées n-uplets et sont notées entre parenthèses. Les 2-uplets sont les couples (a, b), puis viennent les triplets, quadruplets, quintuplets, etc.
- Les ensembles (non ordonnés) de n éléments n'ont pas de nom générique, ni d'appellations spécifiques, sauf pour l'ensemble vide ∅, les singletons {a} et les paires {a, b}.
- En statistiques, le quartile désigne chacune des trois valeurs qui divisent les données triées en quatre parts égales, le quintile les quatre valeurs qui divisent les données triées en cinq parts égales.

### Sports
- Les termes biathlon et duathlon désignent des épreuves sportives comportant deux disciplines ou épreuves, triathlon (3), tetrathlon (en) (4), pentathlon (5), heptathlon (7), octathlon (8), ennéathlon (9), décathlon (10), dodécathlon (12).
- Dans les compétitions on parle du « trio de tête » pour désigner les trois derniers candidats en lice pour les médailles de bronze, d'argent et d'or.

### Transports
Selon leur nombre de roues, les véhicules peuvent être appelés monocycle (1), bicyclette (2), tricycle (3), quadricycle  (4) ou hexacycle (6)